# Baltic Ace
Die Baltic Ace war ein unter der Flagge der Bahamas fahrender Autotransporter (PCTC: Pure Car/Truck Carrier). Das 2007 in Dienst gestellte Schiff sank am 5. Dezember 2012 nach einer Kollision in der Nordsee.

## Geschichte
Das Ende 2005 bestellte Schiff wurde 2007 unter der Baunummer 8245/5 auf der Werft Stocznia Gdynia im polnischen Gdingen gebaut. Die Kiellegung fand am 26. Februar, der Stapellauf am 3. Juni 2007 statt. Die Fertigstellung des Schiffes erfolgte am 11. Juli 2007. Das Schiff war das fünfte einer aus sechs Einheiten bestehenden Serie: Elbe Highway, Thames Highway, Danube Highway, Seine Highway, die sämtlich von der “K” Line bereedert werden und Nordic Ace, die zwischen 2005 und 2007 auf der polnischen Werft gebaut wurde.
Reeder dieses Schiffes war Baltic Highway Limited, bereedert wurde es von Stamco Ship Management Company in Piräus. Betrieben wurde es von Euro Marine Logistics (EML), einem Joint-Venture zwischen der japanischen Mitsui O.S.K. Lines und der norwegischen Höegh Autoliners. Euro Marine Logistics setzte das Schiff für den Transport von Fahrzeugen und anderen Ro/Ro-Ladungen in Europa ein. Zum Zeitpunkt der Kollision fuhr das Schiff in Charter des norwegischen Unternehmens United European Car Carriers (UECC).

### Untergang nach Kollision
Am 5. Dezember 2012 kollidierte die Baltic Ace gegen 19.15 Uhr mit dem auf Zypern registrierten Feederschiff Corvus J etwa 65 Seemeilen vor der niederländischen Provinz Zeeland. Das Schiff befand sich mit 1.417 fabrikneuen Fahrzeugen der Marke Mitsubishi auf dem Weg von Seebrügge in Belgien nach Kotka in Finnland. Nach der Kollision meldete die Baltic Ace Wassereinbruch und sank innerhalb kürzester Zeit. Das Containerschiff war beschädigt worden, aber nicht vom Untergang bedroht und half noch bei der Rettungsaktion.

#### Rettungsaktion
Von der 24-köpfigen Besatzung konnten elf mit Helikoptern aus Rettungsinseln abgeborgen werden, die gegen 22 Uhr gefunden wurden. Zwei Personen wurden von Schiffen aufgenommen. Elf Besatzungsmitglieder des Schiffes kamen bei dem Unglück ums Leben.
Die Rettungskräfte setzten Infrarotkameras ein, um Überlebende zu finden. Während die Helikopter bei dem am Unglücksort herrschenden starken Wind Schwierigkeiten hatten, setzten zwei Schiffe der niederländischen Marine die Suche zunächst fort. Ende der Woche wurde die Suche nach Überlebenden eingestellt.

#### Bergung

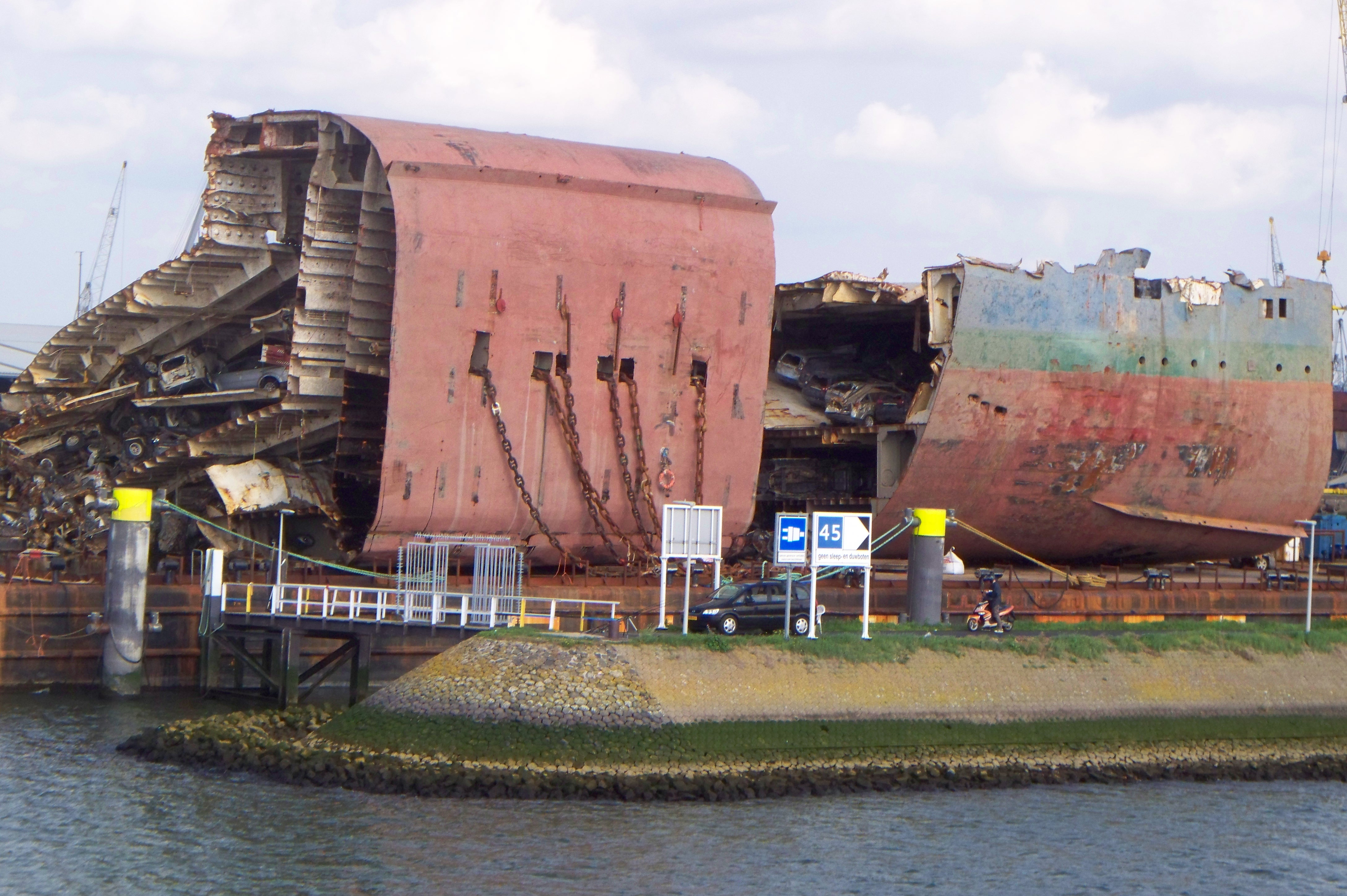
Geborgene Wrackteile der Baltic Ace

Im März 2014 vergab die niederländische Behörde Rijkswaterstaat den Auftrag zur Bergung des Wracks an die niederländischen Unternehmen Boskalis Nederland und Mammoet Salvage. Nach dem Leerpumpen der Treibstofftanks und dem Entfernen der Fahrzeuge an Bord sollte das Wrack zerschnitten und gehoben werden. Das Wrack wurde inzwischen in acht Sektionen zerschnitten. Während der Bergungsarbeiten stellte sich heraus, dass die Schiffsverbände durch das Unglück und das Zerschneiden stark geschwächt worden sind. Als erstes wurde der Bug geborgen und traf Ende Juni 2015 im Waalhaven in Rotterdam zur Verschrottung ein. Die Bergung des Wracks wurde am 24. November 2015 abgeschlossen.

#### Untersuchung
Der Seeunfall wurde von den Flaggenstaaten der beteiligten Schiffe untersucht. In beiden Untersuchungen wurde festgehalten, dass die wachhabenden Offiziere auf beiden Schiffen mehrere Einzelvorschriften der Kollisionsverhütungsregeln missachteten, über UKW missverständlich kommunizierten und eine nicht regelkonforme Passage verabredeten. Beide Offiziere hielten sich in Teilen nicht an die jeweils vorhergegangenen Kursänderungsabsprachen. Der Untergang der Baltic Ace wurde sowohl auf das tiefe Eindringen der Corvus J als auch auf deren Konstruktion zurückgeführt.

## Technische Daten und Ausstattung

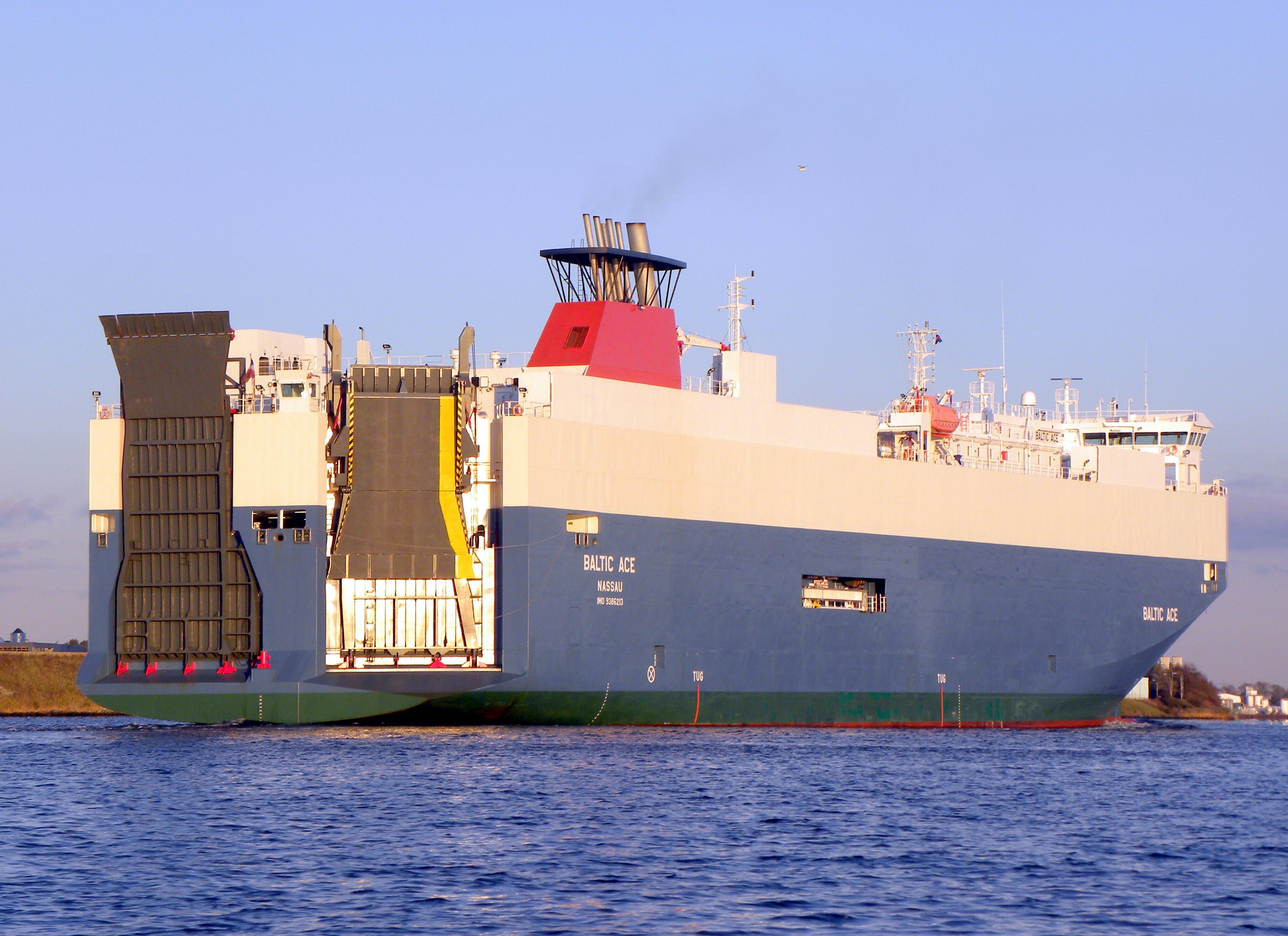
Heckansicht der Baltic Ace

Das Schiff wurde von einem langsamlaufenden Siebenzylinder Zweitakt-Kreuzkopf-Dieselmotor des Typs MAN-B&W 46MC-C mit einer Leistung von 9170 kW angetrieben. Es verfügte über jeweils eine Querstrahlsteueranlage im Bug und im Heck.
Für die Stromversorgung standen drei Generatoren des Herstellers Daihatsu Diesel sowie ein Notgenerator zur Verfügung.
Für den Ladungsumschlag waren zwei Heckrampen vorhanden. Eine der Rampen ließ sich direkt nach achtern öffnen. Sie war 19 Meter lang und 6 Meter breit. Die andere Rampe ließ sich seitlich in Richtung der Steuerbordseite öffnen. Sie war 27,5 Meter lang und 6 Meter breit. Die Rampen konnten mit maximal 70 t belastet werden.
Die maximale Höhe der Ladedecks betrug 4,8 Meter.